# Igor Gal
Igor Gal (Kapronca, 1983. január 20. –) horvát nemzetiségű labdarúgó, jelenleg Ausztriában futballozik.

## Pályafutása
A 2011–12-es  őszi szezonban Gohér Gergővel holtversenyben Gal szerepelt a legtöbb tétmérkőzésen a Diósgyőrben.

## Sikerei, díjai

### Klubcsapattal
- DVTK:
  - NB II Keleti csoport bajnok: 2010–11